# Eleição presidencial na Tunísia em 2024
Eleições presidenciais foram realizadas na Tunísia em 6 de outubro de 2024. Foram as primeiras eleições presidenciais desde a promulgação da constituição de 2022 e foram boicotadas pela maioria dos partidos. Após rejeitar várias candidaturas, incluindo as dos principais opositores do atual presidente Kais Saied, a Alta Autoridade Independente para as Eleições (ISIE) confirmou as candidaturas de apenas três candidatos; Saied e os antigos deputados Zouhair Maghzaoui e Ayachi Zammel, rejeitando as de Mondher Zenaidi, Abdellatif Mekki e Imed Daïmi, que tinha sido reintegrado pelo Tribunal Administrativo. Esta decisão foi contrária à constituição, que estipula que as decisões do Tribunal Administrativo não são recorríveis.
Em 14 de setembro, o Tribunal Administrativo ordenou ao ISIE que aceitasse as candidaturas, o qual recusou, perante a Assembleia dos Representantes do Povo, temendo que esta invalidasse as eleições, transferindo, por uma controversa alteração à lei eleitoral, os poderes do Tribunal Administrativo para o Tribunal de Recurso de Túnis. Poucas semanas antes da eleição, Ayachi Zammel, que havia obtido o apoio de parte da oposição, foi preso e depois condenado a um total de treze anos e oito meses de prisão em três julgamentos por acusações de falsificação de documentos. As sentenças contra ele foram interpretadas por vários observadores e organizações não governamentais como assédio judicial visando eliminar sua candidatura. Da mesma forma, a marginalização ou prisão de outros candidatos também foi denunciada. Saied venceu com 91% dos votos, com uma participação eleitoral de pouco menos de 29%, a menor desde a revolução tunisina. Ele foi empossado para um segundo mandato como presidente em 21 de outubro.

## Contexto
Em 25 de julho de 2021, Dia da República, após meses de crise política entre o Presidente da República, Kais Saied, e a Assembleia dos Representantes do Povo, milhares de manifestantes exigiram a dissolução desta última e uma mudança de regime.  O governo foi criticado pelo estado catastrófico da economia e pela sua inação, que levou nomeadamente ao agravamento da crise sanitária ligada à pandemia da COVID-19. Na mesma noite, invocando o artigo 80 da Constituição de 2014, Kais Saied demitiu com efeito imediato o Gabinete Mechichi, em particular Hichem Mechichi, das suas funções de chefe de governo e Ministro interino do Interior, anunciou a suspensão da assembleia (cujas imunidades levantou aos membros), a formação de um novo governo (que seria responsável perante ele) e a sua decisão de governar por decreto; indicou também que presidiria à acusação. O Ennahda denunciou imediatamente um "golpe de estado". Esta descrição de um golpe de Estado é partilhada por analistas políticos e advogados.

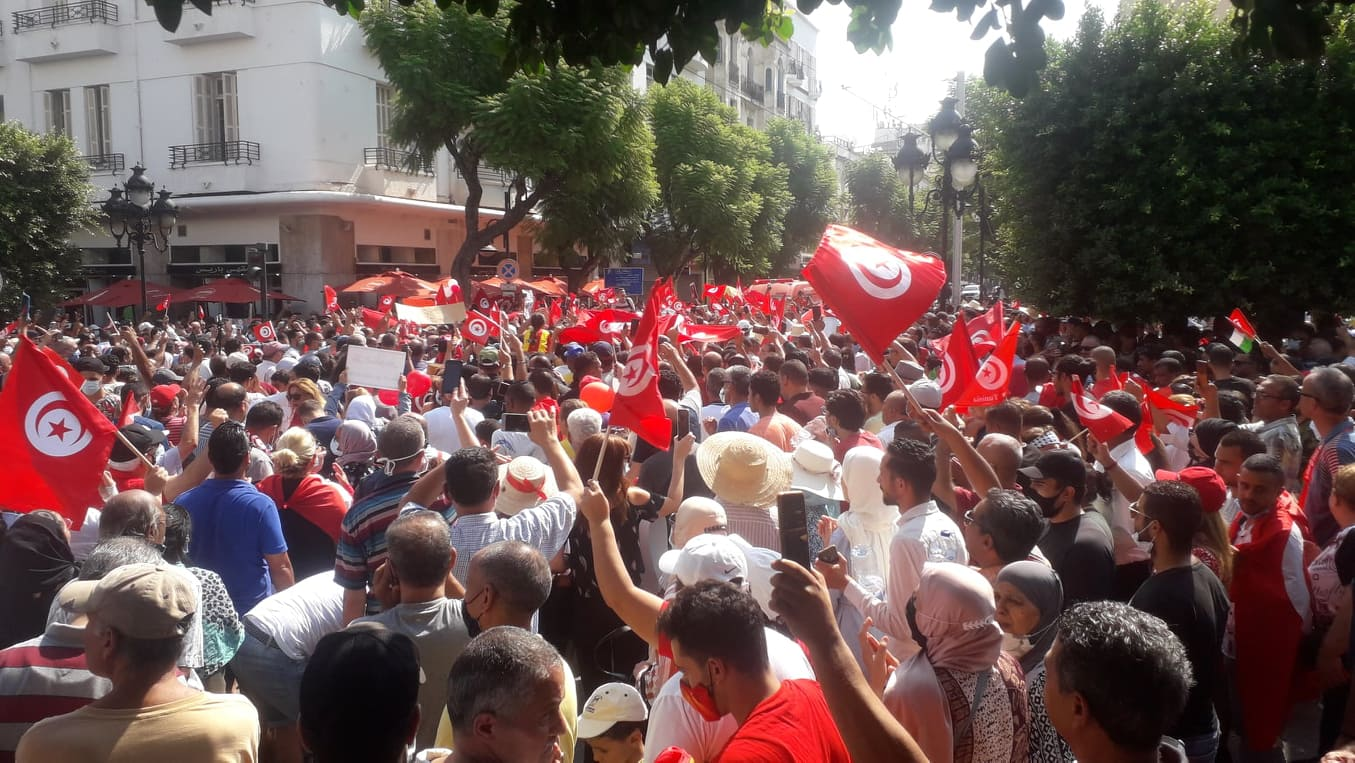
Protesto pró-Saied na Avenida Habib Bourguiba, Túnis, 3 de outubro de 2021.

Em 22 de setembro, confirmou por decreto a prorrogação das decisões, bem como a dissolução da Autoridade Provisória responsável pela fiscalização da constitucionalidade dos projetos de lei, e decidiu suspender os salários e benefícios atribuídos ao Presidente da Assembleia dos Representantes do Povo e aos seus membros,  e concedeu a si próprio o direito de governar por decreto, recuperando, de fato, o poder legislativo.  A sua decisão foi criticada pela maioria dos partidos representados no Parlamento.  Em 29 de setembro, o presidente encarregou Najla Bouden de formar um novo governo. Tornou-se assim uma pioneira no país e também no mundo árabe.  De 15 de janeiro a 20 de março de 2022, decorreu uma consulta eletrónica sobre as reformas a propor em antecipação ao referendo.  Na votação, que teve uma participação muito baixa, prevaleceram as opções de transição para um sistema presidencial e um círculo eleitoral uninominal para as eleições legislativas.  No dia 30 de março, 120 deputados, presididos pelo segundo vice-presidente da assembleia, Tarek Fetiti,  reuniram-se numa sessão virtual para votar o fim das medidas excepcionais em vigor desde 25 de julho. No mesmo dia, Kais Saied dissolveu o Parlamento, o que é consitucionalmente proibido durante o período em que o estado de emergência é aplicado, e ameaçou os deputados com acções judiciais. 
Em 6 de abril, Kais Saied anunciou que as eleições seriam realizadas em um círculo eleitoral uninominal com maioria de dois turnos. Em 5 de setembro, indicou que a lei eleitoral seria elaborada tendo em conta as recomendações dos apoiadores do processo de 25 de julho, e que o resto da classe política seria excluído deste processo. Em 25 de julho de 2022, a nova Constituição foi adotada por referendo constitucional com 94,60% dos votos. A nova lei eleitoral foi publicada por decreto em 15 de setembro. A suspensão do parlamento foi prorrogada até à investidura da nova legislatura. Em outubro de 2024, poucos dias antes das eleições presidenciais, realizaram-se várias manifestações em Tunis, com os manifestantes apelando ao boicote das eleições.

## Requisitos de candidatura
A Alta Autoridade Independente para as Eleições (ISIE) anunciou os seguintes requisitos de candidatura:
- Ser um eleitor registrado no registro eleitoral;
- Ser tunisiano sem nenhuma outra nacionalidade, filho de pai e mãe tunisianos e com avós paternos e maternos todos tunisianos;
- Ser de religião muçulmana;
- Ter pelo menos 40 anos de idade no momento da apresentação da candidatura;
- Desfrutar de todos os direitos civis e políticos;
- Não ter exercido o cargo de Presidente da República por dois mandatos consecutivos ou intercalados;
- Não estar sujeito a uma das seguintes proibições: perda da qualidade de eleitor e perda do direito de candidatura decorrente de condenação pela prática dos crimes previstos nos artigos 161 e 163 da lei eleitoral e no artigo 30 do Código Penal;
- Ter os apoios necessários dos seguintes:
  - Dez membros da Assembleia dos Representantes do Povo ou do Conselho Nacional de Regiões e Distritos;
  - Quarenta presidentes de autoridades locais, sejam conselhos locais, regionais ou municipais; ou
  - Dez mil eleitores registrados nas listas eleitorais espalhados por pelo menos dez círculos eleitorais, sendo que cada círculo eleitoral deve ter pelo menos 500 eleitores.

## Candidatos

### Esperava ou não ter apresentado a sua candidatura
- Hatem Boulabiar, ex-candidato em 2019, anunciou sua candidatura em novembro de 2020.[23]
- Adel Ltifi, um ativista, anunciou em março de 2022 que seria candidato.[24][25]
- Nizar Chaari, ex-fundador do movimento New Chartage, anunciou sua candidatura em outubro de 2022.
- Lotfi Mraïhi, fundador da União Popular Republicana e candidato em 2019,[26] anunciou a sua provável candidatura em janeiro de 2023 e confirmou-a em abril de 2024.[27][28]
- Fadhel Abdelkefi, ex-presidente do partido Afek Tounes e ex-ministro das Finanças, anunciou em fevereiro de 2023 que poderia ser candidato.[29]
- Lazhar Akremi, jornalista, advogado e ativista político, anunciou sua candidatura durante uma audiência judicial em fevereiro de 2023.[30]
- Olfa Hamdi, presidente do Partido da Terceira República, anunciou sua candidatura em novembro de 2023.[31][32]
- Issam Chebbi, secretário-geral do Partido Republicano, preso desde 25 de fevereiro de 2023, foi proposto pelo seu partido como candidato em março de 2024.[33]
- Dhaker Lahidheb, cardiologista e ex-líder da Corrente Democrática, anunciou sua intenção de concorrer em abril de 2024.[34]
- A atriz Najoura Miled anunciou sua intenção de concorrer em abril de 2024.[35]
- Malek Saïhi, secretário-geral do movimento Jovens Patriotas Tunisianos e ex-candidato nas eleições parlamentares de 2022-23 no distrito eleitoral de Nabeul, anunciou sua candidatura em julho de 2024.
- Kamel Akrout, antigo primeiro conselheiro de segurança nacional do Presidente Beji Caid Essebsi,[36][37] anunciou a sua candidatura em Julho de 2024.[38][39]
- Hichem Meddeb, ex-porta-voz do Ministério do Interior, anunciou sua candidatura em julho de 2024.
- Issam Guerfel, advogado e ex-membro do Partido Livre Destourian, anunciou sua candidatura em julho de 2024.
- Azmi Belhaj Ahmed, PhD em química, anunciou sua candidatura em julho de 2024.
- Karim Gharbi, conhecido como K2Rhym, ex-rapper e genro do ex-presidente Zine El Abidine Ben Ali,[40] concorreu como candidato independente.[41] No entanto, ele alegou que as autoridades não lhe forneceram um extrato do seu registro criminal e que ele não apresentou o seu pedido.[42]

### Candidaturas submetidas
A apresentação de candidaturas à Alta Autoridade Independente para as Eleições (ISIE) começou em 29 de julho de 2024 e terminou em 6 de agosto. A lista preliminar de candidaturas foi anunciada em 11 de agosto, após a análise das candidaturas, e a lista final foi anunciada em 3 de setembro.
- Fathi Ben Khemaïes Krimi, um trabalhador braçal que também havia apresentado sua candidatura em 2019, apresentou sua candidatura em 29 de julho.
- Leila Hammami, professora de economia, consultora de organizações internacionais e activista da sociedade civil que anunciou a sua candidatura em Julho, apresentou a sua candidatura a 31 de julho.[45]
- Yosri Slimane, um empresário, apresentou sua candidatura em 2 de agosto.
- Abir Moussi, presidente do Partido Livre Destourian,[46] anunciou em fevereiro de 2022 que seria a candidata do seu partido.[47] Detida desde outubro de 2023, a sua candidatura foi apresentada pela sua comissão de defesa em 3 de agosto, sem antecedentes criminais ou patrocínios, após a recusa do ISIE em fornecer a cópia necessária.[48]
- Kais Saied, o Presidente em curso,[49] tendo anunciado oficialmente a sua candidatura à reeleição em 20 de julho, apresentou-a em 5 de agosto.[50][51]
- Ayachi Zammel, líder de Azimoun, anunciou sua intenção de concorrer em abril de 2024 e apresentou sua candidatura em 5 de agosto.[52][53]
- Mondher Zenaidi, exilado em França,[54] várias vezes ministro sob a presidência de Zine El Abidine Ben Ali e candidato em 2014, anunciou oficialmente a sua candidatura a 4 de julho e apresentou a sua candidatura a 5 de agosto.[55][56]
- Abdellatif Mekki, ex-ministro da Saúde e fundador do movimento Trabalho e Realização, anunciou em agosto de 2022 que poderia concorrer. [57]
- Zouhair Maghzaoui, Secretário-Geral do Movimento Popular, apresentou a sua candidatura em 6 de agosto.[58]
- Safi Saïd, fundador do partido Jardins das Abelhas e candidato em 2014 e 2019,[59] anunciou a sua candidatura em abril de 2024 e apresentou a sua candidatura em 6 de agosto.[60][61]
- Imed Daïmi, vice-presidente do Partido do Movimento.[62]

### Desqualificações e prisões
Em 4 de julho de 2024, o ISIE anunciou mudanças nas regras que regulam os candidatos às eleições presidenciais, emitindo a Portaria 544, na qual aumentou o limite de idade dos candidatos presidenciais para 40 anos, em comparação com o limite de idade de 35 anos atualmente decretado pela lei eleitoral, bem como adicionando outros requisitos restritivos que excedem os requisitos da lei eleitoral. As portarias foram contestadas por vários partidos políticos, como o Partido da Terceira República e o Partido Attayar. Ambas as partes interpuseram ações judiciais contra a comissão eleitoral para anulação da Portaria 544. Um total de 17 candidatos se inscreveram para concorrer à eleição presidencial.
Em 19 de julho de 2024, um tribunal proibiu, de forma vitalícia, Lotfi Mraïhi, presidente da União Popular Republicana, de concorrer às eleições após condená-lo por compra de votos envolvendo a eleição presidencial de 2019. Ele também foi condenado a oito meses de prisão. Vários candidatos e trabalhadores de campanha também foram presos e condenados à prisão durante o processo de registro de candidatos, incluindo Abir Moussi, que recebeu uma sentença de dois anos por acusações de espalhar notícias falsas logo após registrar sua candidatura em 3 de agosto, bem como Nizar Chaari, que recebeu uma pena de prisão de oito meses em 5 de agosto e teve três de seus trabalhadores de campanha presos sob acusações de falsificação de assinaturas. Quatro funcionários da campanha presidencial de Karim Gharbi também foram presos sob a acusação de comprar assinaturas de apoio.
Devido à regra da idade mínima, Olfa Hamdi foi automaticamente banido de participar. K2Rhym foi condenado a quatro anos de prisão à revelia e proibido de votar e concorrer à presidência para o resto da vida. Safi Said foi preso em 22 de agosto de 2024 e colocado em prisão preventiva. Em 2 de setembro, Ayachi Zammel foi preso por suspeita de falsificação de apoios, pouco antes da sua candidatura ser confirmada pelo ISIE. Em 18 de setembro, ele foi condenado a 20 meses de prisão pelas acusações. Apesar disso, ele prometeu continuar sua campanha presidencial. Foi condenado a mais seis meses de prisão por acusações relacionadas em 25 de setembro e a mais 12 anos de prisão em quatro casos relacionados em 1 de outubro.  Em 27 de setembro, a Assembleia dos Representantes do Povo votou a alteração da lei eleitoral do país, impedindo o poder judicial de interferir nas decisões do ISIE.

### Candidaturas bem-sucedidas
As candidaturas preliminares foram anunciadas em 10 de agosto. Estas foram as do presidente em exercício Kais Saied, Zouhair Maghzaoui e Ayachi Zammel. Os outros candidatos viram as suas candidaturas rejeitadas, geralmente por falta de apoio. Muitos deles e aqueles que desistiram de correr foram processados por suspeita de apoios falsos. Em 2 de setembro, a autoridade eleitoral confirmou a validação dos três pedidos, mas três outros pedidos, os de Mondher Zenaidi, Abdellatif Mekki e Imed Daïmi, que tinham sido reintegrados pelo Tribunal Administrativo, foram rejeitados. Esta decisão é, no entanto, contrária à Constituição, que estipula que as decisões do Tribunal Administrativo não são passíveis de recurso e que o papel do ISIE é apenas técnico. O presidente do ISIE alegou que o Tribunal Administrativo não é competente e acusou este último de não lhe ter comunicado a decisão de reintegração dos candidatos, o que o Tribunal Administrativo negou. A decisão foi denunciada pelo Sindicato Geral dos Trabalhadores da Tunísia e pela Human Rights Watch.
Daïmi foi denunciado pelo ISIE por falso juramento por não ter renunciado à nacionalidade francesa. Em resposta, Zenaidi anunciou que estava entrando com um recurso no Tribunal Administrativo. Em 14 de setembro, este último ordenou ao ISIE que aceitasse estas candidaturas. Em 20 de setembro, os deputados apresentaram um projeto de alteração à lei eleitoral, para retirar ao Tribunal Administrativo as prerrogativas de validar os resultados eleitorais, prevendo que este, independentemente de outras jurisdições, invalidaria os resultados das eleições presidenciais. Confiando as competências do Tribunal Administrativo ao Tribunal de Recurso, a lei foi adotada em 27 de Setembro.
| Candidato (nome e idade) e partido político   | Candidato (nome e idade) e partido político | Candidato (nome e idade) e partido político | Principais mandatos políticos exercidos                    | Outras informações |
| --------------------------------------------- | ------------------------------------------- | ------------------------------------------- | ---------------------------------------------------------- | --- |
| Kais Said (66 anos) Independente              |                                             |                                             | Presidente da República (desde 2019)                       | Presidente em exercício |
| Ayachi Zammel (47 anos) Azimoun               |                                             |                                             | Membro do Parlamento pela província de Kébili (2014–2021)  | Presidente do partido Azimoun |
| Zouhair Maghzaoui (59 anos) Movimento Popular |                                             |                                             | Membro do Parlamento pela província de Siliana (2019–2021) | Secretário Geral do Movimento Popular. Admirador do presidente Lula, ele foi por muito tempo um conselheiro não oficial do presidente em fim de mandato.[carece de fontes?] |

## Campanha

### Boicote
A oposição estava dividida entre boicotar e votar num candidato da oposição. Um candidato da Frente de Salvação Nacional pode ser inicialmente apresentado pela coligação se as condições forem cumpridas. No entanto, em abril de 2024, anunciou um boicote às eleições, que descreveu como uma “farsa eleitoral”. O Partido dos Trabalhadores anunciou em julho que boicotaria as eleições e não apresentaria candidato. Em 2 de outubro, cinco partidos de esquerda anunciaram um boicote às eleições, incluindo o Partido dos Trabalhadores, o Partido Socialista, o Fórum Democrático pelo Trabalho e Liberdades, o Caminho Social Democrata e o Pólo Modernista Democrático. Os partidos Corrente Democrática e o Partido Livre Destouriano anunciaram que rejeitariam antecipadamente os resultados. Em 3 de outubro, o Ennahda criticou duramente o processo eleitoral e sua legitimidade, sem dar nenhuma instrução de votação. O antigo presidente Moncef Marzouki também apelou ao boicote.

### Prisão de Ayachi Zammel
Em 4 de setembro, Ayachi Zammel foi preso e colocado em prisão preventiva dois dias depois, acusado de apoio falso.   Após obter a sua libertação provisória em 5 de Setembro, foi imediatamente detido e condenado a vinte meses de prisão em 18 de Setembro.   Em 25 de Setembro, foi proferida contra Zammel uma nova pena de prisão de seis meses por “falsificação de documentos”. Em 1 de outubro, foi condenado a mais doze anos de prisão, uma decisão que, bem como à rejeição e prisão de outros candidatos, foi denunciada pela Human Rights Watch. Esta acumulação de sentenças sumárias foi interpretada como uma implacabilidade judicial que reflecte o pânico do governo sobre o seu potencial eleitoral, com muitos opositores a considerarem votar nele, apesar da sua falta de notoriedade, tendo esta última inicialmente poupado-o de uma rejeição da sua candidatura.

### Saied
Com pouco envolvimento na campanha, Kais Saied contou com o apoio do movimento 25 de julho, que fez campanha por ele. De acordo com a cientista política Khadija Mohsen Finan, o desafio para o presidente cessante é uma participação decente. Além disso, embora seu autoritarismo esteja manchando sua imagem, ele pouco se importa com isso, pois capitaliza a retórica nacionalista, soberanista e antiocidental. Em troca, esse discurso alcança grande parte da população, que o vê como um homem íntegro.

## Dia da votação
A votação foi realizada em 5.000 seções eleitorais das 8:00 às 18:00. Cerca de 9,7 milhões de pessoas estavam aptas a votar. No dia 7 de outubro, o ISIE anunciou os resultados, Kais Saied foi reeleito presidente da Tunísia com 90,69% dos votos válidos, mas com uma participação de 28,8%, a mais baixa desde 2011, com Ayachi Zammel recebendo 7,3% e Zouhair Maghzaoui recebendo 1,9%.

## Observadores
O ISIE proibiu os grupos I Watch e Mourakiboun de monitorar a eleição, alegando que eles haviam recebido fundos do exterior de maneira suspeita. Em resposta, a I Watch afirmou ter recebido financiamento estrangeiro através de meios legais, enquanto o grupo Mourakiboun classificou as alegações como "infundadas".

## Resultados preliminares
Fonte: ISIE
| Candidato              | Partido                | Votos     | %      |
| ---------------------- | ---------------------- | --------- | ------ |
| Kais Saied             | Independente           | 2.438.954 | 90,69% |
| Ayachi Zammel          | Azimoun                | 197.551   | 7,35%  |
| Zouhair Maghzaoui      | Movimento Popular      | 52.903    | 1,97%  |
| Total de votos válidos | Total de votos válidos | 2.689.408 | 100%   |
| Votos válidos          | Votos válidos          | 2.689.408 | 95,76% |
| Votos inválidos        | Votos inválidos        | 84.953    | 3,02%  |
| Brancos                | Brancos                | 34.187    | 1,22%  |
| Total de votos         | Total de votos         | 2.808.548 | 100%   |
| Comparecimento         | Comparecimento         | 2.808.548 | 28,80% |